# Trilogie de Dantzig
La Trilogie de Dantzig (Danziger Trilogie en allemand) est une série de romans et nouvelles de l'écrivain allemand Günter Grass, ayant pour cadre et sujet la ville de Dantzig durant la Seconde Guerre mondiale.
Les trois livres composant cette trilogie sont :
- Le Tambour (Die Blechtrommel, 1959), traduction française de Jean Amsler, Seuil, Paris, 1961.
- Le Chat et la Souris (Katz und Maus, 1961), traduction française de Jean Amsler, Seuil, Paris, 1962.
- Les Années de chien (Hundejahre, 1963), traduction française de Jean Amsler, Seuil, Paris, 1965.